# Stheven Robles
Stheven Adán Robles Ruiz (27 novembre 1995) è un calciatore guatemalteco, centrocampista del Comunicaciones e della nazionale guatemalteca.

## Carriera

### Nazionale
Nel 2015 ha partecipato ai Mondiali Under-20. Nel 2019 esordisce in nazionale maggiore.

## Statistiche

### Cronologia presenze e reti in nazionale
| Cronologia completa delle presenze e delle reti in nazionale ― Guatemala | Cronologia completa delle presenze e delle reti in nazionale ― Guatemala | Cronologia completa delle presenze e delle reti in nazionale ― Guatemala | Cronologia completa delle presenze e delle reti in nazionale ― Guatemala | Cronologia completa delle presenze e delle reti in nazionale ― Guatemala | Cronologia completa delle presenze e delle reti in nazionale ― Guatemala | Cronologia completa delle presenze e delle reti in nazionale ― Guatemala | Cronologia completa delle presenze e delle reti in nazionale ― Guatemala |
| Data                                                                     | Città                                                                    | In casa                                                                  | Risultato                                                                | Ospiti                                                                   | Competizione                                                             | Reti                                                                     | Note                                                                     |
| ------------------------------------------------------------------------ | ------------------------------------------------------------------------ | ------------------------------------------------------------------------ | ------------------------------------------------------------------------ | ------------------------------------------------------------------------ | ------------------------------------------------------------------------ | ------------------------------------------------------------------------ | ------------------------------------------------------------------------ |
| 9-6-2019                                                                 | Asunción                                                                 | Paraguay                                                                 | 2 – 0                                                                    | Guatemala                                                                | Amichevole                                                               | -                                                                        | 78’ 86’                                                                  |
| 5-9-2019                                                                 | Città del Guatemala                                                      | Guatemala                                                                | 10 – 0                                                                   | Anguilla                                                                 | CONCACAF Nations League 2019-2020 - 1º turno                             | -                                                                        |                                                                          |
| 10-9-2019                                                                | Mayagüez                                                                 | Porto Rico                                                               | 0 – 5                                                                    | Guatemala                                                                | CONCACAF Nations League 2019-2020 - 1º turno                             | 1                                                                        |                                                                          |
| 16-11-2019                                                               | Città del Guatemala                                                      | Guatemala                                                                | 5 – 0                                                                    | Porto Rico                                                               | CONCACAF Nations League 2019-2020 - 1º turno                             | -                                                                        | 65’                                                                      |
| 30-9-2020                                                                | Città del Messico                                                        | Messico                                                                  | 3 – 0                                                                    | Guatemala                                                                | Amichevole                                                               | -                                                                        | 59’                                                                      |
| 15-11-2020                                                               | Città del Guatemala                                                      | Guatemala                                                                | 2 – 1                                                                    | Honduras                                                                 | Amichevole                                                               | -                                                                        |                                                                          |
| 22-1-2021                                                                | Città del Guatemala                                                      | Guatemala                                                                | 1 – 0                                                                    | Porto Rico                                                               | Amichevole                                                               | -                                                                        | 45+1’                                                                    |
| 7-6-2023                                                                 | Mazatlán                                                                 | Messico                                                                  | 2 – 0                                                                    | Guatemala                                                                | Amichevole                                                               | -                                                                        | 77’                                                                      |
| 11-6-2023                                                                | Chester                                                                  | Trinidad e Tobago                                                        | 1 – 0                                                                    | Guatemala                                                                | Amichevole                                                               | -                                                                        |                                                                          |
| 10-9-2023                                                                | Città del Guatemala                                                      | Guatemala                                                                | 1 – 1                                                                    | Panama                                                                   | CONCACAF Nations League 2023-2024 - 1º turno                             | -                                                                        | 46’                                                                      |
| 13-10-2023                                                               | Port of Spain                                                            | Trinidad e Tobago                                                        | 3 – 2                                                                    | Guatemala                                                                | CONCACAF Nations League 2023-2024 - 1º turno                             | -                                                                        | 80’                                                                      |
| 31-5-2025                                                                | Chattanooga                                                              | El Salvador                                                              | 1 – 1                                                                    | Guatemala                                                                | Amichevole                                                               | -                                                                        |                                                                          |
| 16-6-2025                                                                | Carson                                                                   | Giamaica                                                                 | 0 – 1                                                                    | Guatemala                                                                | Gold Cup 2025 - 1° turno                                                 | -                                                                        | 77’                                                                      |
| 20-6-2025                                                                | San Jose                                                                 | Guatemala                                                                | 0 – 1                                                                    | Panama                                                                   | Gold Cup 2025 - 1° turno                                                 | -                                                                        | 39’ 68’                                                                  |
| 24-6-2025                                                                | Houston                                                                  | Guadalupa                                                                | 2 – 3                                                                    | Guatemala                                                                | Gold Cup 2025 - 1° turno                                                 | -                                                                        | 35’                                                                      |
| 29-6-2025                                                                | Minneapolis                                                              | Canada                                                                   | 1 – 1 (5 – 6 dtr)                                                        | Guatemala                                                                | Gold Cup 2025 - Quarti di finale                                         | -                                                                        |                                                                          |
| 2-7-2025                                                                 | St. Louis                                                                | Stati Uniti                                                              | 2 – 1                                                                    | Guatemala                                                                | Gold Cup 2025 - Semifinale                                               | -                                                                        | 49’ 65’                                                                  |
| Totale                                                                   |                                                                          | Presenze                                                                 | 17                                                                       |                                                                          | Reti                                                                     | 1                                                                        |                                                                          |

## Palmarès

### Club

#### Competizioni nazionali
- Campionato guatemalteco: 2

Comunicaciones: Apertura 2014, Apertura 2015

#### Competizioni internazionali
- CONCACAF League: 1

Comunicaciones: 2021